# European Open 1988
Відкритий чемпіонат Європи з тенісу 1988 — жіночий тенісний турнір, що проходив на відкритих кортах з ґрунтовим покриттям Drizia-Miremont Tennis Club у Женеві (Швейцарія). Належав до турнірів 2-ї категорії в рамках Туру WTA 1988. Тривав з 16 до 22 травня 1988 року. Барбара Паулюс здобула титул в одиночному розряді.

## Фінальна частина

### Одиночний розряд
Барбара Паулюс —  Лорі Макніл 6–4, 5–7, 6–1
- Для Паулюс це був 1-й титул за рік і 1-й — за кар'єру.

### Парний розряд
Крістіан Жоліссен /  Діанне ван Ренсбург —  Марія Ліндстрем /  Клаудія Порвік 6–1, 6–3
- Для Жоліссен це був 2-й титул за сезон і 5-й — за кар'єру. Для Ренсбурга це був єдиний титул за сезон і 2-й - за кар'єру.